# Elie Guillou
Elie Guillou (né le 8 octobre 1984 à Morlaix) est un chanteur, poète et écrivain français. Il vit actuellement à Paris.

## Biographie
Fils du chanteur breton Gérard Delahaye, Elie Guillou grandit à Rennes où il fait ses débuts en tant que chanteur en 2003. Sillonnant les bistrots bretons ou parisiens, il tente de découvrir une manière plus personnelle d'exercer son métier de chanteur. C'est pourquoi il commence par se faire connaître sous le nom de Vendredi (Chanteur pour les gens), puis délaisse ensuite les pseudonymes pour essayer de mêler plus intimement l'individu et le chanteur.
En 2007, il lance le Lavomatic Tour, une série de scènes ouvertes dans les laveries automatiques parisiennes organisé le premier mercredi de chaque mois. Il développe ensuite cet événement à Rennes en 2009 puis au Havre en 2011, réalisant ainsi plus de 100 machines collectives.
Elie Guillou réalise au mois de mai 2009 une tournée particulière : Le Paris-Brest. Il rallie Paris à Brest à pieds en 30 jours et 30 concerts dans des lieux aussi variés que possible (salles de spectacles, bars, maisons de retraites, balcons, stations-services, supermarchés, champs, salons, piscines...) afin de confronter sa parole au maximum de lieux, de milieux et de publics.
Cette aventure donne lieu à un spectacle, un DVD puis un album éponyme en 2012. Entre 2010 et 2012, il réalise plus de 100 représentations du spectacle et chante aux Francofolies de La Rochelle à la suite de son passage par le Chantier des Francos et au Festival de Marne en 2009, puis au Festival Mythos et à Étonnants Voyageurs en 2011.
En septembre 2011, il décide de mettre sa plume au service des autres et devient chanteur public, proposant d'écrire des chansons sur-mesure. Cette proposition artistique et sociale l’emmène notamment au Kurdistan, où il rencontre des dengbêjs qui associent à la parole d'autres fonctions que le divertissement. En octobre 2014, son deuxième album intitulé Chanteur Public compile dix de ces chansons sur-mesure.

## Discographie

### Albums 5 titres
(Sortis sous le pseudonyme de Vendredi, Chanteur pour les Gens)
- 2006 : Picasso Blaireau
- 2006 : Prophétie Agricole en Ré7
- 2007 : La Rondelle en Avant

### Album studio
- 2012 : Paris-Brest - Hé Ouais Mec Productions
- 2014 : Chanteur Public - Hé Ouais Mec Productions